# 松本亜美
松本 亜美（まつもと あみ、1995年8月7日 - ）は、テレビ新潟（TeNY）のアナウンサー。

## 来歴
1995年8月、滋賀県生まれ。
2018年3月、京都女子大学卒業。 同年4月、テレビ新潟入社。

## 人物
趣味は、ディズニー旅行、舞台観劇、カフェめぐり、御朱印集め。
特技は、3歳から20年間通い続けたクラシックバレエ。

## 担当番組
- 夕方ワイド新潟一番1部 - 月曜サブMC、自然派コーナー担当、水曜メインMC、中継リポーター
- 新潟一番サンデープラス 中継リポーター
- TeNYニュース